# 505 Games
 (juillet 2019).
Si vous disposez d'ouvrages ou d'articles de référence ou si vous connaissez des sites web de qualité traitant du thème abordé ici, merci de compléter l'article en donnant les références utiles à sa vérifiabilité et en les liant à la section « Notes et références ».
505 Games (du nom entier 505 Game Street) est une entreprise de jeu vidéo italienne appartenant à l'entreprise Digital Bros., fondée en 2006.

## Histoire
L'entreprise est fondée à Milan en 2006 en tant que filiale de l'entreprise Digital Bros (en).
La compagnie italienne a édité plusieurs jeux connus, tels que Payday 2, Sniper Elite V2, Terraria ou encore Naughty Bear. 505 Games a aussi édité la version PAL (Européenne) du jeu Cooking Mama.
La compagnie s'associe avec diverses entreprises de la télévision dans le but de créer des jeux vidéo dérivés de séries telles que Funky Barn ou encore des jeux inspirés de films connus comme Top Gun ou encore le film d'animation Hop.
En 2012, l'entreprise récupère les droits de publication du jeu Adidas MiCoach de l'entreprise THQ, contre laquelle Adidas a intenté un procès pour avoir échoué à délivrer le jeu à temps. Elle achète ensuite la licence Drawn to life en 2013 lors de la vente des franchises de THQ,.
En 2014, 505 Games décide de s'investir sur le marché du jeu vidéo mobile.
En 2015, l'entreprise obtient la récompense « Best Indie Games Label » du magazine MCV.

## Principales franchises
- 2006 - Rule of Rose
- 2007 - Drawn to Life
- 2011 - Terraria
- 2012 - Sniper Elite V2
- 2013 - Brothers: A Tale of Two Sons
- 2013 - Payday 2
- 2014 - Assetto Corsa
- 2014 - Rekoil
- 2014 - Sniper Elite III
- 2015 - Rocket League (participation au développement avec le studio Psyonix)
- 2016 - Abzû
- 2016 - Battle Ages
- 2016 - Battle Islands
- 2016 - Dead by Daylight (version Switch)
- 2016 - Prominence Poker
- 2017 - Battles Islands : Commenders
- 2017 - AdventurePop
- 2017 - Portal Knights
- 2017 - Don't Starve Mega Pack (consoles)
- 2017 - Quarantine
- 2017 - Last Day of June
- 2018 - No Man's Sky (Xbox One, PC)
- 2019 - Control
- 2019 - Assetto Corsa Competizione (PC)
- 2019 - Assetto Corsa Competizione (Xbox One, PS4)
- 2020 - Death Stranding (PC)
- 2020 - Ghostrunner (PC, PS4, Xbox One)
- 2023 - Crime Crime Boss: Rockay City (PC, PS5, Xbox Series)